# Roxana Martínez
Roxana Martínez (Buenos Aires, 13 de abril de 1971), también conocida como la Tetanic, es una modelo y vedette mexicana de origen argentino.

## Biografía
En Argentina estudió por diez años en el Conservatorio Nacional de Danza. Posteriormente inició su carrera como actriz, vedette y cantante, donde participó en varios programas cómicos, de música grupera y diversos sketches, además de ser conductora en el programa de televisión, El Portal de la Mañana.
Le fue adjudicado el sobrenombre de La Tetanic por una obra de teatro en Argentina que se llamaba de la misma manera y que mantuvo con éxito un año entero.
En Estados Unidos ha participado con la cadena Univisión en programas como El gordo y la flaca, El show de Cristina y Don Francisco Presenta.
En México ha tenido varias participaciones en los programas de VidaTV, La Jaula, Hoy y XHDRBZ, con el comediante Eugenio Derbez. Posteriormente, en 2004, participó en el programa cómico La Escuelita VIP de Jorge Ortiz de Pinedo, compartiendo créditos con artistas como Luis de Alba y Polo Polo.
En la edición de Playboy México del mes de enero de 2003, modeló desnuda y fue portada de la misma. Posó por segunda ocasión en agosto de 2011, edición en la que también apareció en la portada.
En 2004 participó en el reality show Big Brother VIP, saliendo como primer expulsada una semana después de iniciado el concurso.
En 2006 interpretó el papel de La Milagrosa en la telenovela Rebelde.
En febrero de 2009, se presentó en el programa de televisión Muévete, como cantante duranguense